# Juacas
Juacas ist eine brasilianische Jugendserie, die im Auftrag von Disney Channel Brazil in Zusammenarbeit mit Disney Channel Lateinamerika produziert. Die Erstausstrahlung erfolgte am 3. Juli 2017 auf den Disney-Channel-Ablegern in Brasilien, Italien und Lateinamerika.

## Handlung
Jedes Jahr findet mitten in der brasilianischen Ferienzeit die Surfmeisterschaft CAOSS, die Tausende von Touristen und Hunderte von jungen Menschen anzieht, die davon träumen, professionelle Surfer zu werden, statt. Das Team, das das Turnier gewinnt, erhält einen Pass, um an großen, professionellen Wettbewerben anzutreten. Zu Beginn der Serie entkommt Rafa (André Lamoglia) dem von seinem Vater aufgezwungenen Sommerkurs, mit dem Versuch, das CAOSS-Turnier zu gewinnen. Er bildet sein Team zusammen mit Billy (Bruno Astuti) und Jojo (Marino Cangucu), das sich schließlich Juacas nennt. Doch die Konkurrenz, allen voran das Hauptkonkurrenz-Team Red Sharks, schläft nicht.

## Besetzung

### Hauptdarsteller
| Rollenname                        | Nationalität | Schauspieler/in      | Hauptrolle | Hauptrolle | Nebenrolle | Nebenrolle |
| Rollenname                        | Nationalität | Schauspieler/in      | Folgen     | Staffel    | Folgen     | Staffel    |
| --------------------------------- | ------------ | -------------------- | ---------- | ---------- | ---------- | ---------- |
| Rafael „Rafa Smor“ Santos Moreira | Brasilien    | André Lamoglia       |            | 1–2        |            |            |
| Bernardo „Billy“ de Souza         | Brasilien    | Bruno Astuti         |            | 1–2        |            |            |
| João Joilton „Jojó“ Mineiro       | Brasilien    | Marino Canguçú       |            | 1–2        |            |            |
| Marcelo Mahla                     | Brasilien    | Eike Duarte          |            | 1          |            |            |
| Marcelo Mahla                     | Brasilien    | Gabriel Chadan       |            | 2          |            |            |
| Sebastián „Seba“ López            | Argentinien  | Juan Ciancio         |            | 1–2        |            |            |
| Mario de Lima (Minhoca)           | Brasilien    | Rafael Castro        |            | 1–2        |            |            |
| Leilane Villanova                 | Brasilien    | Larissa Murai        |            | 1–2        |            |            |
| Viviane „Vivi“ Leme               | Brasilien    | Mariana Azevedo      |            | 1–2        |            |            |
| Entrenador Augusto Juaca          | Brasilien    | Nuno Leal Maia       |            | 1–2        |            |            |
| Entrenador Pigmeo                 |              | Eduardo Gil          |            | 1–2        |            |            |
| Janice „Juma“ Januário            | Brasilien    | Suzy Rêgo            |            | 1–2        |            |            |
| Cézar „Cezinha“ Maral             | Brasilien    | Teco Padaratz        |            | 1–2        |            |            |
| Kika Kameha                       | Brasilien    | Clara Caldas         |            | 1–2        |            |            |
| Brida                             | Brasilien    | Isabela Souza        |            | 1          |            | 2          |
| Nanda                             | Brasilien    | Carolina Oliveira    |            | 2          |            |            |
| Enzo                              | Brasilien    | Gabriel Falcão       |            | 2          |            |            |
| Alex Gazin                        |              | João Lucas Fernandes |            | 2          |            |            |
| Marcelo Mahla                     |              | Gabriel Chadan       |            | 2          |            |            |
| Giuliana                          |              | Branca Previliato    |            | 2          |            |            |

### Nebendarsteller
| Rollenname              | Nationalität | Schauspieler/in    | Folgen | Staffel |
| ----------------------- | ------------ | ------------------ | ------ | ------- |
| Gary López              | Argentinien  | Joaquín Berthold   |        | 1–2     |
| Marco Santos Moreira    |              | Fernando Vieira    |        | 1–2     |
| Toco Maral              | Brasilien    | Guilherme Seta     |        | 1–2     |
| Gustavo (Guga)          |              | Mateus Mahmoud     |        | 1–2     |
| Bruno Fagundes          | Brasilien    | Kiko Pissolato     |        | 1–2     |
| Lurdes Maria (Lurdinha) |              | Ágata Dias         |        | 1       |
| Kaike Gazin             |              | Iran Malfitano     |        | 2       |
| Mel                     |              | Gabriella Saraivah |        | 2       |

### Gastdarsteller
| Rollenname  | Nationalität | Schauspieler/in  | Folgen | Staffel |
| ----------- | ------------ | ---------------- | ------ | ------- |
| Ámbar Smith | Argentinien  | Valentina Zenere |        | 2       |

## Produktion
Die Aufnahmen der Serie begannen im März 2016 in Itacaré, im brasilianischen Bundesstaat Bahia. Die erste Staffel umfasst 26 Episoden von jeweils einer halben Stunde Spielzeit. Mehr als 2400 Personen unterschiedlicher Nationalitäten nahmen während der gesamten Produktion an den Aufnahmen der ersten Staffel teil. Zudem waren mehr als 15 brasilianische Profisurfer Teil der Serie. Die Szenen der Meisterschaft wurden an insgesamt fünf verschiedenen Stränden aufgenommen, spielen innerhalb der Serie jedoch an einem Ort. Das Produktionsteam und die Besetzung befanden sich etwa sechs Monate in Itacaré, um die Aufnahmen der Serie abzuschließen, sie blieben etwa 270 Stunden im Meer, wobei in dieser ersten Staffel insgesamt 850 Szenen gedreht wurden.
Auch für die zweite Staffel wurden die Aufnahmen wieder in Itacaré umgesetzt. Der Produktionsbeginn fand im August 2018 in Praia da Tiririca statt, der Aufnahmeprozess erstreckte sich über zehn Wochen. Für die Surfszenen blieb das Team rund 140 Stunden im Meer. Einige Drehorte, wie das Restaurant Pico y Radio Maral, die in der ersten Staffel in Itacaré gedreht wurden, wurden für diese Staffel in Studios in São Paulo komplett nachgebaut.

## Ausstrahlung
| Staffel | Episoden | Erstausstrahlung Lateinamerika | Erstausstrahlung Lateinamerika |
| Staffel | Episoden | Staffelauftakt                 | Staffelfinale                  |
| ------- | -------- | ------------------------------ | ------------------------------ |
| 1       | 26       | 3. Juli 2017                   | 4. August 2017                 |
| 2       | 26       | 22. April 2019                 | 30. August 2019                |